# Transports en commun de Châteaudun
C'Bus est le réseau urbain de transport en commun desservant la commune de Châteaudun, en Eure-et-Loir. Elle a été créée en 2008, est depuis avril 2009, elle est gratuite pour tous. Elle est composée de 2 circuits relient l'Est et l'Ouest de la commune.

Un ancien modèle (un Heuliez GX 127) face à la Gare de Châteaudun.

Affiche du C'Bus.

## Circuits
Deux circuits relie la ville, l'un faisant le Quartier Saint-Jean (passent par l'hôpital à 14 h et 17 h) et l'autre faisant le quartier des Martineaux et de Beauvoir. C'est sur la Place du 18-Octobre, que les 2 circuits se retrouvent, pendant quelques minutes.
| Ligne        | Caractéristiques | Caractéristiques                          | Caractéristiques                          | Caractéristiques                          | Caractéristiques                          | Caractéristiques                           | Caractéristiques                          | Caractéristiques                          | Caractéristiques                          |
| Circulaire 1 | Circulaire 1 : Saint Jean | Circulaire 1 : Saint Jean                 | Circulaire 1 : Saint Jean                 | Circulaire 1 : Saint Jean                 | Circulaire 1 : Saint Jean                 | Circulaire 1 : Saint Jean                  | Circulaire 1 : Saint Jean                 | Circulaire 1 : Saint Jean                 | Circulaire 1 : Saint Jean                 |
| Circulaire 1 | Place du 18 Octobre ⥋ Place du 18 Octobre | Place du 18 Octobre ⥋ Place du 18 Octobre | Place du 18 Octobre ⥋ Place du 18 Octobre | Place du 18 Octobre ⥋ Place du 18 Octobre | Place du 18 Octobre ⥋ Place du 18 Octobre | Place du 18 Octobre ⥋ Place du 18 Octobre  | Place du 18 Octobre ⥋ Place du 18 Octobre | Place du 18 Octobre ⥋ Place du 18 Octobre | Place du 18 Octobre ⥋ Place du 18 Octobre |
| ------------ | --- | ----------------------------------------- | ----------------------------------------- | ----------------------------------------- | ----------------------------------------- | ------------------------------------------ | ----------------------------------------- | ----------------------------------------- | ----------------------------------------- |
| Circulaire 1 | Ouverture / Fermeture — / — | Longueur —                                | Durée 45-60 min                           | Nb. d’arrêts —                            | Matériel —                                | Jours de fonctionnement L, Ma, Me, J, V, S | Jour / Soir / Nuit / Fêtes — / — / N / —  | Voy. / an —                               | Dépôt —                                   |
| Circulaire 1 | Desserte : - Communes desservies : Châteaudun, Saint-Denis-Lanneray (Griffon) et Jallans (Long Séjour, Hôpital & Vilsain) - Arrêts : Place du 18-Octobre, Gare SNCF, Rue de Donnemain, Frère Bouliveau, Les Garennes, Capitaine Dreyfus, Bellevue, Tarragon, Meret, Église Saint Jean, Saint Jean, Saint Médard, Griffon (Saint-Denis-Lanneray), Belvédère, Val Saint Aignan, Léo Lagrange, Piscine Roger Creuzot, Gare SNCF, Médiathèque, République, Place du 18 Octobre, Vilsain, Long Séjour, Hôpital, Kellermann, République et Place du 18 Octobre |                                           |                                           |                                           |                                           |                                            |                                           |                                           |                                           |
| Circulaire 1 | Autre : - Amplitude horaire : De 8 h à 18 h (7 h en période scolaire) Du lundi au samedi - Tarification : Gratuit |                                           |                                           |                                           |                                           |                                            |                                           |                                           |                                           |
| Circulaire 1 | Dernière actualisation : — |                                           |                                           |                                           |                                           |                                            |                                           |                                           |                                           |
| Circulaire 2 | Circulaire 2 : Martineaux/Beauvoir | Circulaire 2 : Martineaux/Beauvoir        | Circulaire 2 : Martineaux/Beauvoir        | Circulaire 2 : Martineaux/Beauvoir        | Circulaire 2 : Martineaux/Beauvoir        | Circulaire 2 : Martineaux/Beauvoir         | Circulaire 2 : Martineaux/Beauvoir        | Circulaire 2 : Martineaux/Beauvoir        | Circulaire 2 : Martineaux/Beauvoir        |
| Circulaire 2 | Place du 18 Octobre ⥋ Place du 18 Octobre |                                           |                                           |                                           |                                           |                                            |                                           |                                           |                                           |
| Circulaire 2 | Ouverture / Fermeture — / — | Longueur —                                | Durée 60 min                              | Nb. d’arrêts —                            | Matériel —                                | Jours de fonctionnement L, Ma, Me, J, V, S | Jour / Soir / Nuit / Fêtes — / — / N / —  | Voy. / an —                               | Dépôt —                                   |
| Circulaire 2 | Desserte : - Communes desservies : Châteaudun - Arrêts : Place du 18 Octobre, Gare SNCF, Piscine Roger Creuzot, Lycée J.F Paulsen, Croix Rousseau, Anne Frank, Jean Jaurès, Martineaux, Vilsain, Long Séjour, Hôpital, Lieutenant Beau, Place de la Liberté, Général de Gaule, Henri Dunant, Albert Schweitzer, Louis Appert, Les Garennes, Auguste Rodin, Jean Macé, Sancheville, La Halle, Gare SNCF, Médiathèque, République et Place du 18 Octobre                                                                                                   |                                           |                                           |                                           |                                           |                                            |                                           |                                           |                                           |
| Circulaire 2 | Autre : - Amplitude horaire : De 8 h à 18 h (7 h en période scolaire) Du lundi au samedi - Tarification : Gratuit |                                           |                                           |                                           |                                           |                                            |                                           |                                           |                                           |
| Circulaire 2 | Dernière actualisation : — |                                           |                                           |                                           |                                           |                                            |                                           |                                           |                                           |

## Temps de tour de la ville

Un Iveco Bus Crossway LE au couleur de C'Bus.

Le circuit 1 Saint-Jean est le premier à arriver à Place du 18-Octobre, avec 15 minutes d'avance sur le Circuit 2 qui prend lui presque toute l'heure.

## Parc de véhicule
Tous au dépôt de Châteaudun, ce sont des Iveco Bus Crossway LE, qui on remplacé les 2 Heuliez GX 127 depuis septembre 2024, qui ont eux remplacée les Solaris Alpinos.

## Voir Aussi
- Transports en Eure-et-Loir
- Gratuité des transports en commun
- Châteaudun